# Niwelacja w przód
Niwelacja w przód – jedna z dwóch technik niwelacji geometrycznej; pomiar różnicy wysokości z niwelatorem ustawionym nad punktem o znanej wysokości. 

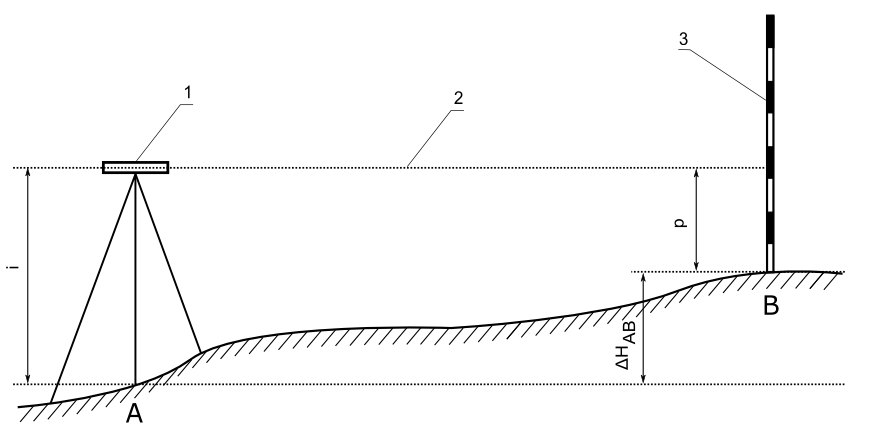
Niwelacja geometryczna "w przód".
1 - niwelator ustawiony na statywie
2 - pozioma celowa
3 - łata niwelacyjna
A i B - punkty terenowe
i - wysokość niwelatora zmierzona łatą lub ruletką
p - odczyt na łacie "w przód"
ΔH_{AB} - różnica wysokości między punktami A i B
Różnicę wysokości wyznacza się ze wzoru ΔH_{AB}=H_{B}-H_{A}=i-p